# Сатуба
Сатуба (порт. Satuba) — муниципалитет в Бразилии, входит в штат Алагоас. Составная часть мезорегиона Восток штата Алагоас. Входит в экономико-статистический микрорегион Масейо. Население составляет 14 584 человека (2008 год). Занимает площадь 42,7 км². Плотность населения — 282,55 чел./км².

## История
Город основан в 1960 году.

## География
Климат местности: умеренный.

## Персоналии
- Хекель Таварес (1896—1969), бразильский композитор — родился в Сатубе